# Carposina rosella
Carposina rosella is een vlinder uit de familie van de Carposinidae. De wetenschappelijke naam van de soort is voor het eerst geldig gepubliceerd in 1975 door Kuznetsov.